# Razítková barva
Razítková barva se běžně používá v polštářcích samobarvicích razítek. Jde o barvu na bázi vody, barviva a glycerinu. Podle druhu barviva se dělí na 
- pigmentové, v nichž je jemné barvivo rozmícháno jako káva ve vodě (např. filtrováním je teoreticky lze opět oddělit)
- koloidní roztoky, které charakterizuje například roztok vody a inkoustu (nelze znovu oddělit)

Pro tisk na nesavé povrchy se používají zejména rychleschnoucí barvy na bázi alkoholu. Jejich předností je volitelná rychlost zasychání, nevýhodou nutnost opakovaného ředění. Podle druhu barvy otisk zasychá za několik sekund až minut. 
Existují také různé speciální barvy, určené pro použití v průmyslu, potravinářství, pro kontrolu vstupu a podobně, a bezpečnostní barvy, používané k sofistikované ochraně dokumentů, garanci pravosti výrobků a podobně. Fungují zejména na bázi: 
- infračervené ochrany (obsahují částice viditelné v oblasti IR),
- ultrafialové ochrany (obsahují částice viditelné v oblasti UV).

Otisky těchto barev a jejich kombinací mohou být okem neviditelné nebo měnit odstín při osvětlení světlem zvolené vlnové délky.